# Papratnjače
Papratnjače (Paprati, lat. Monilophyta, Pteridophyta) su jedna grupa od 12.000 vrsta biljaka.  Za razliku od mahovina paprati posjeduju ksilem i floem čineći ih vaskularnim biljkama. Paprati imaju stabljiku, listove i korijen kao sve druge vaskularne biljke. Paprati nemaju sjeme niti cvijet i razmnožavaju se putem spora. 
Papratnjače se danas nazivaju nižim vaskularnim biljkama, prijašnji naziv je pteridofita, nazivaju ih i vaskularne kriptogame, a obuhvaćaju sve one biljke koje nose spore. Nekada su se smatrale istom evolucijskom linijom, te su biljke ranije bile svrstane u jednu skupinu Pteridophyta i bile su poznate kao paprati i saveznici paprati. Iako su moderne studije pokazale da biljke zapravo nisu srodne, ti se izrazi još uvijek koriste u raspravi o nižim vaskularnim biljkama. PPG I prepoznaje dvije nepovezane klade postojećih nižih vaskularnih biljaka: Polypodiopsida (paprati i preslice), i Lycopodiopsida (likofite).
To su biljke s pravilnom izmjenom između većih nespolnih sporofita i uglavnom neupadljivih, spolnih gametofita, uglavnom slobodnoživućih, ali zadržanih unutar sporokarpa heterosporoznih paprati ili razvijenih uglavnom unutar stijenki spora heterosporoznih likofita (Isoetaceae i Selaginellaceae). Sporofiti uglavnom s korijenjem (odsutan kod Psilotaceae), stabljikama i lišćem te s dobro razvijenim vaskularnim nitima. Stabljike su većinom rizomi, protostelični, sifonostelični, solenostelični ili diktiostelični, ponekad polistelični, neki s ograničenim sekundarnim zadebljanjem, člankoviti u Equisetaceae. Mikrofili lišća: ljuskasti ili linearni s jednom vaskularnom niti i jednim aksilarnim sporangijem, ili listovi (megafili): s razgranatim vaskularnim nitima, lamina često podijeljena, često složena, s mnogo sporangija na abaksijalnoj površini, rubu ili specijaliziranom sporoforu, rašljasto i pokrivajući 3-režnjeviti sporangij u Psilotaceae. Sporangiji debelih ili tankih stijenki, homosporni ili heterosporni, sjedeći ili s peteljkom, rijetko zatvoreni unutar sporokarpa. Spore triletne ili monoletne. Gametofiti nitasti ili taloidni, autotrofni ili mikotrofni. Muške gamete (anterozoidi) bi- ili višeflagelati. Ženski gametofiti (jajne stanice) rođeni pojedinačno unutar arhegonije u obliku tikvice.
Postoji nekih 265-300 rodova i 10 900-11 100 vrsta priznatih u cijelom svijetu (brojevi se uglavnom temelje na Smith et al., Taxon 55: 705-731. 2006.): postojeći pteridofiti su kozmopolitski, ali su mnogo bolje zastupljeni u vlažnim tropima, sa samo nekoliko obitelji (npr. Dryopteridaceae) dobro zastupljene u suptropskim i umjerenim regijama i prilično malo onih koje se protežu u alpske regije (npr. Woodsiaceae) i sušnije regije (najviše Pteridaceae subfam. Cheilanthoideae); 177 rodova (tri endemična, jedan uveden) i 2129 vrsta (842 endemična, četiri unesena) u Kini.
Pteridofiti se konvencionalno dijele u četiri velike skupine, Psilotatae ili Psilotaceae (metličaste paprati), Lycopodiatae ili Lycopodiaceae (likofiti ili crvotočnice), Equisetatae ili Equisetaceae (preslice) i Filicatae ili Polypodiopsida (papratnice) (Kramer & Green, loc. cit.), ili pet glavnih skupina, to je Isoetaceae. Molekularni podaci pokazuju da su likofite (Iseotaceae, Lycopodiaceae i Selaginellaceae), karakterizirane mikrofilima i protosteličnim ili polistelnim vaskularnim nitima, sestre svim drugim vaskularnim biljkama, ali Psilotatae i Equisetatae, zajedno s Ophioglossaceae i Marattiaceae, bolje se smatraju bazalnim rođacima pravih paprati (Osmundaceae nadalje), tvoreći monofiletnu skupinu, monilofite, bliskije spermatofitima, golosjemenjačama koje nose sjeme i kritosjemenjačama nego likofitima.
Pteridofiti su bili dominantne kopnene biljke tijekom karbonske ere i glavni izvor današnjeg ugljena i nafte. Postojeći pteridofiti su kozmopolitski, ali su mnogo bolje zastupljeni u vlažnim tropima, sa samo nekoliko porodica (npr. Dryopteridaceae) dobro zastupljenim u suptropskim i umjerenim regijama i prilično malo njih koje se protežu u alpske regije (npr. Woodsiaceae) i sušnije regije (najviše). Pteridaceae subfam. Cheilanthoideae).

## Razredi
1. Botryopteridiopsida Doweld †
2. Equisetopsida C. Agardh
3. Marattiopsida Doweld
4. Polypodiopsida Cronquist, Takht. & Zimmerm.
5. Psilotopsida D. H. Scott